# Leucodon morrisonensis
Leucodon morrisonensis är en bladmossart som beskrevs av Noguchi 1936. Leucodon morrisonensis ingår i släktet Leucodon och familjen Leucodontaceae. Inga underarter finns listade i Catalogue of Life.